# Les Chatouilleuses
Ne doit pas être confondu avec Chatouilleuses ou Les Chatouilles.
Pour plus de détails, voir Fiche technique et Distribution.
Les Chatouilleuses, aussi connu sous le titre Les Nonnes en folie, est un film français réalisé par Jesús Franco et sorti en 1975.

## Fiche technique
- Titre : Les Chatouilleuses
- Titre alternatif : Les Nonnes en folie
- Réalisation : Jesús Franco
- Scénario : Jesús Franco, Nicole Guettard et Alain Petit
- Production : Comptoir Français du Film Production
- Producteur : Robert de Nesle
- Pays d'origine :  France
- Format : couleur - 35 mm - Mono
- Genre : comédie érotique, western
- Durée : 100 minutes
- Date de sortie : 30 juillet 1975 (France)

## Distribution
- Lina Romay : Loulou
- Fred Williams : Carlos Ribas
- Olivier Mathot : le gouverneur
- Richard Bigotini : Gen. Pancho López
- Alfred Baillou : le gardien du couvent
- Pamela Stanford : Coco
- Brigitte Monnin : Fifi
- Monica Swinn : Simone
- Anna Gladysek : Gigi
- Maria Mancini : Mimi
- Caroline Rivière : une nonne
- Lise Franval : une nonne
- Raymond Hardy : Basilio (guerillero)
- Willy Braque : Gómez